# Дријењани
Дријењани су насељено мјесто у граду Требиње, Република Српска, БиХ. Према попису становништва из 1991. у насељу је живјело 27 становника.

## Географија
Дријењани се налазе 30 километара западно од Требиња. Црква у Дријењанима је стављена под заститу Унеска 2010. године.

## Историја
У Другом свјетском рату, 23. јуна 1941. године, усташе су у Величанима ухапсиле 42 Србина, одрасла мушкарца из тог села. У селу Дубљани ухапсили су 18 Срба, а затим су кренули да опколе Попово поље у којем су српски сељаци обрађивали земљу. Тада је поље било поплављено и једино је горњи дио поља био исушен, и тај су дио сељаци обрађивали. Усташе су их опколиле са три стране док је са четврте била вода. У том тренутску у пољу се налазило неколико стотина сељака. Пошто су схватили опасност, дио сељака се покушао пливањем спасити, а они који нису знали пливати нагонили су крупне животиње у воду држећи се за њихове репове очајнички покушавајући да се домогну друге обале. Дио их се подавио, а велики број су усташе ухапсиле и спровеле до основне школе у селу Дубљане (око 200 Срба). Ту су брутално мучени, па одведени до јаме зване Ржани до и ту су поубијани, а неки и живи побацани у јаму. Спасила су се само двојица страдалника, Јово Ковач из Величана и Анђелко Поповић из Дријења. Они су били једни свједоци ових страдања.

## Становништво
| Демографија | Демографија | Демографија |
| Година      | Становника  | Становника  |
| ----------- | ----------- | ----------- |
| 1991.       | 27          |             |